# Ritratto di Guillaume Jouvenel des Ursins
Il Ritratto di Guillaume Jouvenel des Ursins è un dipinto su tavola di Jean Fouquet, databile al 1460 circa e conservato nel Museo del Louvre di Parigi.

## Storia
Guillaume Jouvenel des Ursins era cancelliere di Francia sotto Carlo VII, il più alto dignitario della corte reale. Fouquet, dopo il rientro dal viaggio in Italia (seconda metà del 1448), lavorò spesso per lui e gli altri dignitari vicini al sovrano Il ritratto in particolare, del quale resta un accurato disegno preparatorio al Kupferstichkabinett di Berlino, viene in genere datato al 1460 circa. L'opera faceva parte sicuramente di un dittico, il cui scomparto destro, contenente un'immagine sacra, è perduto.

## Descrizione e stile
Jouvenel è raffigurato in preghiera rivolto a destra, probabilmente inginocchiato, con il busto dilatato e girato in diagonale che crea uno spazio in profondità. È riccamente abbigliato, con elementi che testimoniano il suo altissimo status sociale quali la pelliccia e il pesante stoffa rossa, mentre al fianco tiene appeso il grande borsellino. Davanti a lui sta un libro di preghiere adagiato su un cuscino che a sua volta posa su un leggio.
lo sfondo è costituito da una decorazione parietale dorata, ispirata all'arte classica che il pittore ebbe modo di conoscere a Roma: i pilastri piatti, le specchiature marmoree e la trabeazione sono tutti elementi tratti dall'architettura romana, ai quali Fouquet aggiunge però una ricchissima decorazione di elementi vegetali che richiama più la composizione nordica tardogotica. Motivi simili, anche se più sobri ed isolati, si trovano anche negli affreschi della Cappella Niccolina di Beato Angelico, che Fouquet ebbe probabilmente modo di conoscere nel suo soggiorno in Vaticano. Tra le decorazioni si vedono stemmi degli Ursins ed orsi, animali araldici della famiglia.

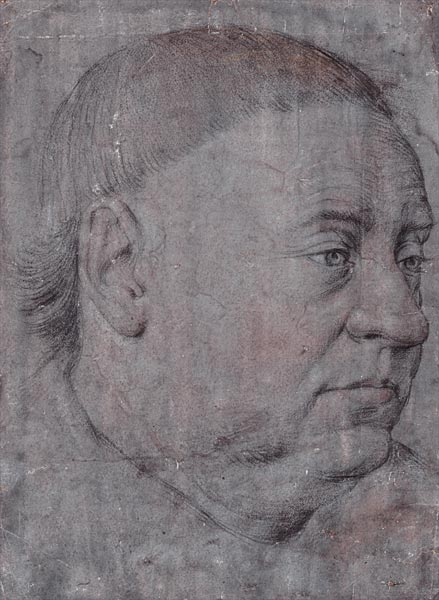
Disegno di Guillaume Jouvenel, Berlino